# فوتبال تکاملی حرفه‌ای
فوتبال تکاملی حرفه‌ای (به انگلیسی: Pro Evolution Soccer) (مخفف انگلیسی: PES) مجموعه‌ای از بازی‌های ویدئویی شبیه‌سازی فوتبال است که توسط کونامی توسعه و انتشار یافته‌است.
این مجموعه از هجده بازی اصلی، چندین اسپین‌آف و بازی‌های موبایلی تشکیل شده و به‌عنوان یکی از پرفروش‌ترین فرنچایزهای بازی‌های ویدیویی فهرست شده‌است. علاوه بر ۴۰۰ میلیون بارگیری موبایل تا دسامبر ۲۰۲۰، ۱۱۱ میلیون نسخه در سراسر جهان فروخته‌است.
فوتبال تکاملی حرفه‌ای به عنوان رقیب مجموعه فیفا در نظر گرفته شد؛ این رقابت توسط گاردین به عنوان «بزرگ‌ترین رقابت» در تاریخ بازی‌های ویدیویی ورزشی توصیف شده‌است.
کونامی به عنوان جانشین مجموعه پی‌ئی‌اس، ئی‌فوتبال را در سال ۲۰۲۱ منتشر کرد.

## گیم‌پلی
گیم پلی یک بازی معمولی از فوتبال را شبیه‌سازی می‌کند که بازیکن کنترل کل تیم یا یک بازیکن انتخاب‌شده را در اختیار دارد. حالت‌های بازی مختلفی در این سری ارائه شده‌اند از جمله حالت‌های آنلاین، آفلاین و تمرین.

## عنوان‌ها
| عنوان                               | اولین انتشار    | نسل پنجم کنسول‌های بازی ویدئویی  | نسل ششم کنسول‌های بازی ویدئویی | نسل هفتم کنسول‌های بازی ویدئویی | نسل هشتم کنسول‌های بازی ویدئویی | نسل نهم کنسول‌های بازی ویدئویی | رایانه شخصی       | کنسول بازی دستی                                               |
| ----------------------------------- | --------------- | ------------------------------- | ----------------------------- | ------------------------------ | ------------------------------ | ----------------------------- | ----------------- | ------------------------------------------------------------- |
| فوتبال تکاملی حرفه‌ای                | ۲۵ اکتبر ۲۰۰۱   | پلی‌استیشن (اتحادیه اروپا، ژاپن) | پلی‌استیشن ۲                   | —                              | —                              | —                             | —                 | —                                                             |
| فوتبال تکاملی حرفه‌ای ۲              | ۱۹ سپتامبر ۲۰۰۲ | پلی‌استیشن (اتحادیه اروپا، ژاپن) | پلی‌استیشن ۲، گیم‌کیوب          | —                              | —                              | —                             | —                 | —                                                             |
| فوتبال تکاملی حرفه‌ای ۳              | ۷ اوت ۲۰۰۳      | —                               | پلی‌استیشن ۲                   | —                              | —                              | —                             | مایکروسافت ویندوز | —                                                             |
| فوتبال تکاملی حرفه‌ای ۴              | ۵ اوت ۲۰۰۴      | —                               | پلی‌استیشن ۲، ایکس‌باکس         | —                              | —                              | —                             | ویندوز            | —                                                             |
| فوتبال تکاملی حرفه‌ای ۵              | ۴ اوت ۲۰۰۵      | —                               | پلی‌استیشن ۲، ایکس‌باکس         | —                              | —                              | —                             | ویندوز            | پلی‌استیشن همراه                                               |
| فوتبال تکاملی حرفه‌ای ۶              | ۲۷ اکتبر ۲۰۰۶   | —                               | پلی‌استیشن ۲                   | ایکس‌باکس ۳۶۰                   | —                              | —                             | ویندوز            | پلی‌استیشن همراه، نینتندو دی‌اس                                 |
| فوتبال تکاملی حرفه‌ای ۲۰۰۸           | ۱۳ سپتامبر ۲۰۰۷ | —                               | پلی‌استیشن ۲                   | ایکس‌باکس ۳۶۰، پلی‌استیشن ۳، وی  | —                              | —                             | ویندوز            | پلی‌استیشن همراه، نینتندو دی‌اس                                 |
| فوتبال تکاملی حرفه‌ای ۲۰۰۹           | ۱۷ اکتبر ۲۰۰۸   | —                               | پلی‌استیشن ۲                   | ایکس‌باکس ۳۶۰، پلی‌استیشن ۳، وی  | —                              | —                             | ویندوز            | پلی‌استیشن همراه، تلفن‌های همراه                                |
| فوتبال تکاملی حرفه‌ای ۲۰۱۰           | ۲۳ اکتبر ۲۰۰۹   | —                               | پلی‌استیشن ۲                   | ایکس‌باکس ۳۶۰، پلی‌استیشن ۳، وی  | —                              | —                             | ویندوز            | پلی‌استیشن همراه، آی‌اواس                                       |
| فوتبال تکاملی حرفه‌ای ۲۰۱۱           | ۲۰ اکتبر ۲۰۱۰   | —                               | پلی‌استیشن ۲                   | ایکس‌باکس ۳۶۰، پلی‌استیشن ۳، وی  | —                              | —                             | ویندوز            | پلی‌استیشن همراه، نینتندو ۳دی‌اس، آی‌اواس، اندروید، ویندوز فون ۷ |
| فوتبال تکاملی حرفه‌ای ۲۰۱۲           | ۲۷ سپتامبر ۲۰۱۱ | —                               | پلی‌استیشن ۲                   | ایکس‌باکس ۳۶۰، پلی‌استیشن ۳، وی  | —                              | —                             | ویندوز            | پلی‌استیشن همراه، نینتندو ۳دی‌اس، آی‌اواس، اندروید، ویندوز فون ۷ |
| فوتبال تکاملی حرفه‌ای ۲۰۱۳           | ۲۰ سپتامبر ۲۰۱۲ | —                               | پلی‌استیشن ۲                   | ایکس‌باکس ۳۶۰، پلی‌استیشن ۳، وی  | —                              | —                             | ویندوز            | پلی‌استیشن همراه، نینتندو ۳دی‌اس                                |
| فوتبال تکاملی حرفه‌ای ۲۰۱۴           | ۲۰ سپتامبر ۲۰۱۳ | —                               | پلی‌استیشن ۲                   | ایکس‌باکس ۳۶۰، پلی‌استیشن ۳      | —                              | —                             | ویندوز            | پلی‌استیشن همراه، نینتندو ۳دی‌اس (JP)                           |
| فوتبال تکاملی حرفه‌ای ۲۰۱۵           | ۱۱ نوامبر ۲۰۱۴  | —                               | —                             | ایکس‌باکس ۳۶۰، پلی‌استیشن ۳      | ایکس‌باکس وان، پلی‌استیشن ۴      | —                             | ویندوز            | —                                                             |
| فوتبال تکاملی حرفه‌ای ۲۰۱۶           | ۱۵ سپتامبر ۲۰۱۵ | —                               | —                             | ایکس‌باکس ۳۶۰، پلی‌استیشن ۳      | ایکس‌باکس وان، پلی‌استیشن ۴      | —                             | ویندوز            | —                                                             |
| فوتبال تکاملی حرفه‌ای ۲۰۱۷           | ۱۳ سپتامبر ۲۰۱۶ | —                               | —                             | ایکس‌باکس ۳۶۰، پلی‌استیشن ۳      | ایکس‌باکس وان، پلی‌استیشن ۴      | —                             | ویندوز            | —                                                             |
| فوتبال تکاملی حرفه‌ای ۲۰۱۸           | ۱۲ سپتامبر ۲۰۱۷ | —                               | —                             | ایکس‌باکس ۳۶۰، پلی‌استیشن ۳      | ایکس‌باکس وان، پلی‌استیشن ۴      | —                             | ویندوز            | اندروید، آی‌اواس                                               |
| فوتبال تکاملی حرفه‌ای ۲۰۱۹           | ۲۸ اوت ۲۰۱۸     | —                               | —                             | —                              | ایکس‌باکس وان، پلی‌استیشن ۴      | —                             | ویندوز            | اندروید، آی‌اواس                                               |
| ئی‌فوتبال پی‌ئی‌اس ۲۰۲۰                | ۱۰ سپتامبر ۲۰۱۹ | —                               | —                             | —                              | ایکس‌باکس وان، پلی‌استیشن ۴      | —                             | ویندوز            | اندروید، آی‌اواس                                               |
| ئی‌فوتبال پی‌ئی‌اس ۲۰۲۱ به‌روزرسانی فصل | ۱۵ سپتامبر ۲۰۲۰ | —                               | —                             | —                              | ایکس‌باکس وان، پلی‌استیشن ۴      | —                             | ویندوز            | اندروید، آی‌اواس                                               |